# 譚贛蘭
譚贛蘭，GBS，JP（Annie Tam Kam-lan，1956年12月13日—），香港公務員，官至首長級甲一級政務官，退休前為勞工及福利局常任秘書長，現為香港大學社會工作及社會行政學系客席教授，主要負責教授碩士課程。

## 公職簡歷
譚贛蘭在1979年以一級榮譽畢業於香港中文大學社會科學院，其後在1980年8月加入政務職系，隨即獲殖民地政府選送英國牛津大學短期進修。譚贛蘭於1999年1月晉升至首長級乙級政務官，2004年4月晉升為首長級乙一級政務官，2008年4月晉升為首長級甲級政務官，並於2014年晉升為首長級甲一級政務官，期間，譚曾在多個決策局及部門服務，包括銓敘科、新界民政署、政務總署、民政科、衞生福利科、經濟科等。
譚贛蘭所任的重要職位包括：
- 1988年至1992年：大學及理工教育資助委員會副秘書長
- 1992年至1995年：布政司辦公室副行政署長
- 1995年至1997年：首席助理憲制事務司
- 1997年7月至1999年6月：政府物料供應處副處長
- 1999年7月至2002年10月14日：資訊科技及廣播局副局長（後改稱數碼港統籌專員）[6]
- 2002年10月19日至2006年11月：律政司政務專員[7]
- 2006年11月至2007年6月30日：房屋及規劃地政局副秘書長（規劃及地政）[8]
- 2007年7月1日至2012年：地政總署署長
- 2012年7月1日至2017年4月11日：勞工及福利局常任秘書長

## 教研經歷
譚贛蘭是註冊社會工作者。從政府退休後，她分別獲香港大學和香港中文大學禮聘為客席教授和榮譽教授，並在香港中文大學香港亞太研究所擔任名譽高級研究員。譚贛蘭在香港大學負責教授社會工作碩士和社會科學碩士的多個課程，覆蓋社會政策及非牟利機構管理等領域，並會負責指導總結性學習體驗。